# Ion Murgeanu
Ion Murgeanu (n. 7 iunie 1940, Zorleni, Vaslui, România – d. 7 august 2016, București, România) a fost un poet, prozator și jurnalist român.
Înscris în curentul șaizecist, Ion Murgeanu a debutat în literatură cu versuri care s-au bucurat de comentarii pozitive din partea marelui George Călinescu. Este membru titular al Uniunii Scriitorilor din România, 1970, recomandat de Geo Bogza, A. E. Baconsky și Nicolae Manolescu. Urmărit de Securitate, Ion Murgeanu este unul dintre participanții activi la Revoluția din 1989, fără să se numere însă printre revoluționarii declarați ulterior, care beneficiază și de certificat.
A fost căsătorit cu Elena Murgeanu (n. 1942), cercetător științific, cu care a avut o fiică, Irina (n. 1984).
Studii: Scoala Elementarǎ Zorleni, Liceul "Codreanu" Bârlad, Liceul "Mihail Kogǎlniceanu" Vaslui, Facultatea de Filologie, Universitatea din București.
Activitate jurnalistică: A fost pe rând profesor de limba și literatura română, județul Vaslui și Galați, inspector la "Intreprinderea Cinematografică" Suceava, 1957-1959,  Redactor la ziarul "Clopotul", Botoșani, 1958-1070, Redactor coresp. "România liberă", 1971-1974, Redactor la "Tribuna României", 1979-89; Redactor șef secție cultură și civilizație, "Curierul Românesc", serie nouă. 1989-2000; Redactor coordonator "Suplimentul Cultural", Meridianul Românesc, Anaheim, California, USA, 1997-2009.
Debut literar: primele versuri salutate de G. Călinescu în revista Contemporanul, articolul "POEZIE" joaca rolul de urarea de "bun venit" în lit. română. „Ion Murgeanu cântă soarele ce face iarba să crească, mustul de soare curgând pe pamânt, vântul, dragostea. Inspirația sa e năvalnică și uneori solemn exaltată…" (G. Călinescu)  
Debutul și-l face cu vol. de versuri "REPAOSE", 1969.  Au urmat: "CONFESORUL", 1970, primul manuscris al noii edituri "Cartea Românească", întors fără viză complet, pe motivul conținutului religios/mistic. Cartea a apărut totuși la insistențele editurii cu titlul "CONFESIUNEA". Considerată una din victoriile editurii în lupta ei cu cenzura, directorul Marin Preda, a propus volumul la Premiul Uniunii Scriitorilor pentru debut. Premiul nu s-a acordat din motive ideologice... Urmărit și obstrucționat de fosta Securitate, mai ales la venirea în Capitală: 1975 (fond d, dosar nr. 11.190, vol.18, f.131/132). Participant direct la evenimentele din decembrie 1989, refuză certificatul de revoluționar, chiar arestat din stradă, reținut la Miliția Capitalei și supus barbariei torționare a elementelor securiste (cf. romanul "CARLA în DECEMBRIE", Ed. "Cetatea Literară", 2002).
OPERA: 10 volume de versuri, 1969-1999. 3 romane: "EDENUL", Ed. "Cartea Românească", 1980; "VIA", Ed. Tineretului, 1984; "CARLA în DECEMBRIE", Ed. "Cetatea Lit.", 2002. Autor al unui eseu: "IISUS", Ed. Crater, 1999, reeditat cu titlul "VIATA lui IISUS", Euro Press Group, 2007. Postfață: Theodor Damian, New York. Ediții de autor: "TURNUL ONOAREI", 294 p., prefață de Miron Blaga; "METAFIZICA PRACTICĂ", 285 p., cu o postfață de Gheorghe Grigurcu: o severă selecție din opera poetică de peste 40 de ani, Editura VINEA, vol. I, 2004; vol. II, 2005. Bună primire din partea criticii majore din presa vremii. "HIMERA LITERATURII", -dialog epistolar- , Ion Lazu - Ion Murgeanu, 388 p., Ed. "Curtea Veche". I.M. a scris, timp de peste 10 ani, singur o revistă literară în miniatură cu 7 rubrici fixe sub forma "Suplimentului Cultural" al "Meridianului Românesc", USA. O dare de seamă lunară a principalelor acte culturale din țară pentru românii din diaspora: Istorie la zi, clasicii noștri, teatru, film, muzică, noua literatură, excelsior. După un avc, octombrie 2008, în curs de recuperare, I.M. continuă suplimentul foarte apreciat de românii, în special din USA și Canada, sub forma unui "digest". Referințe critice despre poet și scriitor: G. Călinescu, Paul Georgescu, Ștefan Augustin Doinaș, Al. Piru, Gheorghe Grigurcu, etc.
A publicat în principalele reviste din țară și străinătate, inclusiv noile reviste on-line. Recent, poetul s-a adaptat la noile medii de comunicare, creându-și un blog personal (absentul.blog.com) și un proiect de promovare a tinerelor talente din poezie (scoaladepoezie.blogspot.com).
Oameni care i-au influențat viața și opera: Poeții Lucian Valea și Traian Chelariu, Cezar Ivănescu și Gheorghe Istrate, Nichita Stănescu și Mircea Ciobanu, Daniel Turcea; preoții Sofian Boghiu și Constantin Galeriu și toți cei evocați în "HIMERA LITERATURII", o carte a devenirii ca scriitor și ca om integru, “dificil”, fără compromisuri adică, și rest. Judecata de la debut, datorată lui G. Călinescu, verdictul său critic, se resimte valabil și azi, din fericire, în tot ce scrie I.M.: “Inspirația năvalnică, uneori solemn exaltată… o expresiune incântătoare a combativității ardente a temperamentului solar, o literatură, în fine, fără nici un loc comun.” Aula liceului din Complexul Școlar, din satul natal al poetului, Zorleni, îi poartă numele. Cei care vin vor putea găsi acolo cărțile lui, parte din biblioteca de lucru de o viață, însoțite și de o arhivă intimă minimală…